# Turík
Turík (Hongaars: Turapatak) is een Slowaakse gemeente in de regio Žilina, en maakt deel uit van het district Ružomberok.
Turík telt 214 inwoners.